# Jochen Janssen
Jochen Janssen (Hasselt, 22 januari 1976) is een Belgisch voormalig voetballer. Hij speelde als aanvaller.

## Carrière

### Jeugd
Janssen leerde voetballen bij de jeugd van Hechtel FC. In 1990 maakte hij de overstap naar Lommel SK. In 1994/95 speelde hij één jaar voor VV Overpelt-Fabriek alvorens terug te keren naar Lommel.

### Lommel
Bij Lommel werd Janssen in 1995 in het eerst elftal een ploegmaat van onder meer Marc Hendrikx, Khalilou Fadiga en Jacky Mathijssen. De jonge Limburger debuteerde in augustus 1995 in de wedstrijd tegen Standard Luik.
Ondanks zijn jonge leeftijd werd hij dat seizoen een vaste waarde bij Lommel. In de aanval vormde hij een duo met de Poolse spits Mirek Waligora. Toen Walter Meeuws in 1996 de nieuwe coach werd, kwam Janssen minder vaak aan spelen toe. Op het einde van het seizoen hield hij het voor bekeken.

### Westerlo
Janssen kwam terecht bij het KVC Westerlo van trainer Jos Heyligen. De club speelde toen voor de eerste maal in Eerste Klasse. In de aanvalslinie kreeg de spits het gezelschap van Toni Brogno. Met elf doelpunten sloot Janssen het seizoen af als de topschutter van de club. Een jaar later waren Brogno en Janssen samen goed voor bijna de helft van alle Westelse doelpunten. Voor Brogno leverde het succes een eerste selectie voor de nationale ploeg op. De 23-jarige Janssen versierde een transfer naar Club Brugge.

### Club Brugge
Westerlo ontving zo'n 45 miljoen BEF (zo'n €1,13 miljoen) voor de transfer. Janssen kreeg als spits in Brugge de concurrentie van onder meer Sandy Martens, Edgaras Jankauskas en Andrés Mendoza. Maar Janssen kreeg toch veel speelkansen van trainer René Verheyen. De Limburger was in 32 wedstrijden goed voor dertien doelpunten. In zijn eerste seizoen debuteerde hij ook op het Europese toneel. Tegen Hapoel Haifa scoorde hij zelfs twee keer, waardoor Club uiteindelijk met 4-2 won. De ruime zege volstond echter niet om de uitschakeling te voorkomen.
Een jaar later nam de Noorse trainer Trond Sollied het roer over. Janssen zat regelmatig op de bank. De trainer gaf de voorkeur aan zijn landgenoot Rune Lange of Mendoza. Tijdens de winterstop kreeg de aanvaller de keuze tussen twee clubs: het Nederlandse RKC Waalwijk of het Oostenrijkse Austria Wien.

### Austria Wien
De aanvaller verhuisde naar Oostenrijk, waar hij zich aansloot bij de topclub Austria Wien. Daar was op dat moment Arie Haan aan de slag als technisch directeur. De club uit Wenen betaalde Club Brugge 70 miljoen BEF (zo'n €1,75 miljoen) voor de transfer. Janssen kreeg bij Austria soms een speelkans, maar brak nooit echt door. Op het einde van het seizoen keerde hij terug en tekende hij dan toch een contract bij RKC Waalwijk.

### RKC
De Nederlandse club van trainer Martin Jol legde zo'n €1,3 miljoen op tafel voor Janssen. Hij werd de duurste, inkomende transfer uit de clubgeschiedenis. De 25-jarige Limburger speelde regelmatig, maar vond niet makkelijk de weg naar doel. Zijn spitsbroeder Rick Hoogendorp deed dat wel. De Nederlander werd in die dagen bij RKC zelfs topschutter aller tijden. Na twee seizoenen werd Janssen, die het niet goed kon vinden met Jol, uitgeleend aan Sint-Truiden VV.

### STVV
Sint-Truiden haalde Janssen, die nog tot 2006 onder contract lag bij RKC, terug naar België. Bij STVV was Jacky Mathijssen ondertussen aan de slag als hoofdcoach. Hij kende de aanvaller nog van bij Lommel, waar ze ploegmaats waren. Voor Janssen was het zijn eerste keer terug in België sinds zijn vertrek bij Club Brugge in januari 2001. In Sint-Truiden werd Janssen geconfronteerd met degradatievoetbal. Trainer Mathijssen stapte net voor het einde van het seizoen over naar Sporting Charleroi, maar de Kanaries slaagden er toch in om in Eerste Klasse te blijven. Janssen was een basisspeler, maar kwam slechts 6 keer aan scoren toe. Op het einde van het seizoen keerde hij terug.

### RKC (II) en Den Bosch
De terugkeer van Janssen liep bij RKC Waalwijk gelijk met het vertrek van Martin Jol. De Nederlandse coach had besloten om de assistent te worden van Jacques Santini bij Tottenham Hotspur. Erwin Koeman werd zijn opvolger. Janssen kreeg van de nieuwe trainer de kans om zich opnieuw te bewijzen, maar opnieuw resulteerde dat niet in veel doelpunten. Tijdens de winterstop werd hij uitgeleend aan FC Den Bosch. Die club bengelde onderaan het klassement en hoopte met Janssen in huis de degradatie te vermijden. Maar Den Bosch werd laatste en zakte weer naar de Eerste Divisie.
Na een half jaar afwezigheid keerde de Limburgse spits terug naar Waalwijk. Opnieuw had er een coachwissel plaatsgevonden. Koeman was weg en Adrie Koster had zijn taken overgenomen. Maar de ondertussen 30-jarige Janssen moest het vooral stellen met invalbeurten en enkele basisplaatsen. In totaal mocht hij dat seizoen van Koster 20 keer in actie komen. Op het einde liep Janssen zelfs nog een zware blessure op aan de achillespees. Een lange tijd zat Janssen zonder club, terwijl hij revalideerde van zijn blessure.

### KVSK United
Janssens ex-club Lommel SK was in de loop der jaren omgevormd tot KVSK United. Na zijn blessure sloot Janssen zich bij de Limburgse tweedeklasser aan om te revalideren. Hij kreeg er uiteindelijk een contract en speelde in eerste instantie regelmatig onder het goedkeurende oog van trainer Guido Brepoels. Maar na de winterstop kwam hij steeds minder vaak aan de bak. Janssen verzeilde op de bank. Het bestuur liet na afloop weten dat zijn contract niet verlengd zou worden.

### Bocholt
In de zomer van 2008 sloot Janssen zich aan bij derdeklasser Bocholter VV, waar hij vier seizoenen bleef.

### KSK Hasselt
In mei 2012 tekende Janssen bij KSK Hasselt, dat net naar vierde klasse was gedegradeerd. In 2013 stopte hij met voetballen.

## Clubstatistieken
| Seizoen | Club                     | Land       | Competitie    | Duels | Goals |
| ------- | ------------------------ | ---------- | ------------- | ----- | ----- |
| 1995/96 | Lommel SK                | België     | Eerste Klasse | 31    | 3     |
| 1996/97 | Lommel SK                | België     | Eerste Klasse | 26    | 3     |
| 1997/98 | KVC Westerlo             | België     | Eerste Klasse | 34    | 11    |
| 1998/99 | KVC Westerlo             | België     | Eerste Klasse | 32    | 15    |
| 1999/00 | Club Brugge              | België     | Eerste Klasse | 32    | 13    |
| 2000/01 | Club Brugge              | België     | Eerste Klasse | 15    | 4     |
| 2000/01 | Austria Wien             | Oostenrijk | Bundesliga    | 12    | 2     |
| 2001/02 | RKC Waalwijk             | Nederland  | Eredivisie    | 27    | 7     |
| 2002/03 | RKC Waalwijk             | Nederland  | Eredivisie    | 31    | 5     |
| 2003/04 | → Sint-Truiden VV (huur) | België     | Eerste Klasse | 32    | 6     |
| 2004/05 | RKC Waalwijk             | Nederland  | Eredivisie    | 15    | 2     |
| 2004/05 | → FC Den Bosch (huur)    | Nederland  | Eredivisie    | 17    | 2     |
| 2005/06 | RKC Waalwijk             | Nederland  | Eredivisie    | 20    | 3     |
| 2007/08 | KVSK United              | België     | Tweede Klasse | 28    | 6     |
| 2008/09 | Bocholter VV             | België     | Derde Klasse  | 28    | 15    |
| 2009/10 | Bocholter VV             | België     | Derde Klasse  | 29    | 14    |
| 2010/11 | Bocholter VV             | België     | Derde Klasse  | 14    | 4     |
| 2011/12 | Bocholter VV             | België     | Derde Klasse  | 18    | 7     |
| 2012/13 | KSK Hasselt              | België     | Vierde Klasse | 10    | 1     |
| Totaal  | Totaal                   | Totaal     | Totaal        | 451   | 123   |

## Latere carrière
Janssen dreef een hengelsportwinkel in Hechtel-Eksel. Begin 2019 werd hij  sportief en commercieel adviseur bij Lommel SK. Medio 2019 werd hij hoofd jeugdscouting bij KRC Genk.